# العامرية (إقليم سيدي بنور)
العامرية هي قرية مغربية غرب المملكة. تنتمي العامرية لإقليم سيدي بنور. تضم هذه القرية 13.314 نسمة (إحصاء 2004).